# Arnd Stuke
Arnd Stuke (andere Schreibweisen des Namens: Arnoldus, Arnold, Arnd Stüke, * um 1365) war neben Nikolaus Milies wichtigster Hauptmann der frühen Vitalienbrüder. Er stammte aus einem bei Schwerin ansässigen mecklenburgischen Adelsgeschlecht. Der Familienname geht auf die Ortschaft Stück zurück. Der Sitz der Familie, die Burg Kützin bei Camin (nahe Wittenburg), wurde im Jahre 1349 im Rahmen eines Kriegszugs der Hansestadt Lübeck gegen adlige Landfriedensbrecher geschleift.

## Leben
Ab 1380 ist seine Tätigkeit als Hauptmann von Seeräubern vor der Küste Livlands nachweisbar, ab 1392 tritt er als führender Kopf der Vitalienbrüder auf. In einem Brief des livländischen Ordensmeisters an den Ordensprokurator in Rom vom 12. Oktober 1392 wird Stuke als einer der capitanei der fratres victualium genannt. Sein Name taucht seither in verschiedenen Dokumenten auf. Gemeinsam mit Nikolaus Milies war Stuke maßgeblich an der Gefangennahme des Bischofs (1378–1401) Tord Gunnarsson von Strängnäs in der historischen schwedischen Provinz Närke beteiligt, die sich auf der Fahrt zu den Verhandlungen von Vordingborg im Jahre 1392 ereignete. 1394 wird er in einer Stiftungsurkunde der Messe zu Stockholm erwähnt.